# Błażej Dzikowski
Błażej Dzikowski (ur. 1976 w Warszawie) – polski prozaik i scenarzysta.
Studiował anglistykę oraz wiedzę o kulturze na Uniwersytecie Warszawskim, a także pisanie scenariuszy w Państwowej Wyższej Szkole Filmowej, Telewizyjnej i Teatralnej w Łodzi.
W latach 2005–2006 był szefem działu publicystyki oraz pełnił obowiązki Redaktora Naczelnego w miesięczniku Nowa Fantastyka.
Poza Polską, jego opowiadania ukazywały się m.in. w USA, Słowacji, Serbii, Bułgarii.
W 2012 roku ukazała się jego gra komputerowa Donna: Avenger of Blood.

## Filmografia

### Scenariusz
- 2015: Legendy Polskie: Smok
- 2015: Legendy Polskie: Twardowsky
- 2016: Legendy Polskie: Twardowsky 2.0
- 2016: Legendy Polskie: Jaga
- 2017: Ultraviolet (odc. 2, 10)

### Współpraca scenariuszowa
- 2017: Sztuka kochania. Historia Michaliny Wisłockiej

## Proza
- Pies, Zielona Sowa, Kraków, 2002 ISBN 83-7220-500-0
- Wabienie rekinów, Studium, Kraków, od 2005
- Wszystkie zwierzęta na poboczu autostrady, Zielona Sowa, Kraków, 2007 ISBN 978-83-7435-462-2
- Brokat w oku, Przedsiębiorstwo Wydawnicze Rzeczpospolita SA, 2007 ISBN 978-83-60192-36-8
- Strażnik parku, Świat Książki, Warszawa, 2010 ISBN 978-83-247-1986-0